# Management of Savagery
Als Management of Savagery bzw. erläuternd als Handbuch des Dschihadismus wird die englische Übersetzung der dschihadistischen Strategie des führenden Strategen der terroristischen Al-Qaida-Bewegung, Abu Bakr Naji, bezeichnet, einem mutmaßlichen Ägypter und ehemaligen Chefdenker von Al-Qaida. Der vollständige Titel der englischen Übersetzung lautet The Management of Savagery: The Most Critical Stage Through Which the Islamic Nation Will Pass, auf Arabisch: إدارة التوحش: أخطر مرحلة ستمر بها الأمة, („Idarat al-tawahusch“, dt. „Die Verwaltung der Barbarei“). Die Terrororganisation Islamischer Staat (IS) operiert in ihrer gewalttätigen als auch in ihrer geheimdienstlichen und psychologischen Kampfführung nach den von Abu Bakr Naji niedergeschriebenen Grundsätzen. Sie sind seit 2004 online, seit 2006 auch in englischer Sprache.
Eugen Sorg charakterisiert am 20. April 2015 in einem FAZ-Beitrag das Werk mit den folgenden Worten:
„Auf erschreckend genaue Weise nimmt es das Handeln des IS in Syrien und dem Irak vorweg, aber auch dasjenige anderer Trupps wie Boko Haram in Nigeria oder vieler Einzeltäter wie den Bostoner Bomben-Brüdern, dem Attentäter von Toulouse, den Londoner Schlächtern des Soldaten Lee Rigby, den jüngsten islamistischen Mördern in den Vereinigten Staaten, in Kanada, in Paris und in Kopenhagen … Mit ‚unzähligen kleinen Operationen‘ soll der Alltag der ‚Ungläubigen‘ und deren Kollaborateuren unerträglich gemacht werden, und zwar aus dem Schutz glaubenstreuer Milieus in den arabischen, asiatischen und afrikanischen Kernländern heraus, aber auch aus den wachsenden islamischen Parallelgesellschaften in den westlichen Staaten. Keiner soll sich mehr sicher fühlen können.“
Bilder von Anschlägen und Hinrichtungen sollen den Gegner abschrecken und in den Worten des dschihadistischen Medientheoretikers Abu Bakr an-Naji die „Aura der Omnipotenz“ der USA und des Westens zerstören.

## Quelle
- Abou Bakr an-Naji: Idarat at-Tawahhush. (= Das Management der Barbarei). Englische Fassung: The Management of Savagery: The Most Critical Stage Through Which the Oumma Will Pass. trad. William McCants. Combating Terrorism Center, West Point (New York) 2006.